# Raizeux
Raizeux /ʀɛˈzø/ è un comune francese di 856 abitanti situato nel dipartimento degli Yvelines nella regione dell'Île-de-France. Nel cimitero cittadino è sepolto il maestro della fotografia Robert Doisneau, morto nell'aprile del 1994.

## Società

### Evoluzione demografica
Abitanti censiti